# William Franke
William Franke (* 1. April 1956 in Milwaukee, Wisconsin) ist ein US-amerikanischer Literaturwissenschaftler.

## Leben
Er erwarb den BA in Philosophie an der Williams College (1974–1978), den M.A. in Philosophie und Theologie an der Oxford University (1978–1980), an der University of California at Berkeley den MA in Vergleichender Literaturwissenschaft (1986–1988) und die Promotion in Vergleichender Literaturwissenschaft an der Stanford University (1988–1991)  bei Jeffrey Schnapp, John Freccero, Robert Pogue Harrison und Hans Ulrich Gumbrecht. Seit 1991 ist er an der Vanderbilt University Professor für Komparatistik und Italienisch
und Professor für Religionswissenschaft.

## Schriften (Auswahl)
- Dante’s Interpretive Journey. Chicago 1996.
- Poetry and Apocalypse. Theological Disclosures of Poetic Language. Stanford 2009.
- A Philosophy of the Unsayable . Notre Dame 2014.
- The Revelation of Imagination. From Homer and the Bible through Virgil and Augustine to Dante. Evanston 2015.